# Jernvallen
Jernvallen - kompleks sportowy położony w mieście Sandviken, w Szwecji. Oddany został do użytku w 1938 roku. Jego pojemność wynosi 7000 widzów. W 1958 roku był jedną z aren piłkarskich mistrzostw świata.